# Adam Krieger
Adam Krieger (Driesen, 7 januari 1634 - Dresden, 30 juni 1666) was een Duitse barokcomponist en organist. Hij wordt beschouwd als een van de belangrijkste componisten van Duitse barokliederen in de 17e eeuw en zijn composities waren in zijn tijd zeer geliefd. 

## Levensloop
Krieger werd geboren in Driesen (het tegenwoordige Drezdenko) als zoon van Gregor Krieger en Anna Baldewek. Als jongeling volgde hij in Halle muziekonderricht bij Samuel Scheidt.
Vanaf 1650 woonde Krieger in Leipzig, waar hij een muziekopleiding volgde aan de universiteit. Tevens werkte hij in de Nikolaikirche als de rechterhand van organist Johann Rosenmüller. In 1655 volgde hij Rosenmüller op als organist van deze kerk. Krieger zette in deze periode onder andere een Collegium musicum op. In 1657 publiceerde hij te Leipzig ook zijn eerste liederenbundel.
Krieger stelde zich in 1657 kandidaat voor de vrijgevallen functie van cantor aan de Thomaskirche. Hij had er echter geen trek in om de koorknapen te onderwijzen en in opdracht te moeten componeren, dus hij werd niet aangenomen.
In 1658 vertrok Krieger naar het hof van keurvorst Johann Georg II in Dresden om als hoforganist aan de slag te gaan. Tevens was hij de klavierdocent voor Erdmuthe, de dochter van de keurvorst.

## Werken
De eerste uitgave van Kriegers composities was in 1657: de bundel Arien von einer, zwey, und drei Vocal-Stimmen, bestaande uit 50 liederen - deels op eigen tekst - voor één tot drie stemmen, begeleid door cello en klavecimbel. De tekstuele gedeeltes worden afgewisseld met instrumentale ritornelli. Van deze bundel zijn slechts fragmenten bewaard gebleven.
Zijn tweede uitgave vond plaats in 1667, een jaar na zijn dood: de Neue Arien, een bundel van 60 liederen voor één tot vijf stemmen, twee violen, twee altviolen, violone en basso continuo. De strijkers verzorgen de instrumentale ritornelli. Krieger heeft de meeste teksten voor deze liederen zelf geschreven. In 1676 volgde een heruitgave van deze bundel, maar dan aangevuld met nog eens tien liederen, waarbij de instrumentale ritornelli door de violist Johann Wilhelm Furchheim zijn gecomponeerd.

### Nun sich der Tag geendet hat
Het lied Nun sich der Tag geendet hat zou zijn bekendste werk worden. Het wereldlijke avondlied is door Krieger in 1655 geschreven op de tekst Ihr schönsten Blumen in der Au ter ere van het huwelijk van Christoph Pincker, burgemeester van Leipzig. Een jaar later werd het lied ook opgenomen in de uitgave Spanische Zigeunerin van drukker Timotheus Ritzsch.
Krieger paste in 1656 het lied aan door deze van de nieuwe tekst Nun sich der Tag geendet hat te voorzien. In deze vorm werd het lied dan ook uitgebracht in de liederenbundel van 1667.
In 1670 zette de Dresdense jurist Johann Friedrich Herzog het lied om in een geestelijk avondlied door de tekst om te dichten.
Johann Sebastian Bach gebruikte de compositie van Krieger voor zijn eigen vierstemmig koraal Nun sich der Tag geendet hat (BWV 396).